# David Millar
Pour les articles homonymes, voir David Millar (homonymie) et Millar.
David Millar est un ancien coureur cycliste écossais né le 4 janvier 1977 à Malte. Professionnel de 1997 à 2014, il fait ses débuts professionnels en 1997 au sein de l'équipe française Cofidis. En 2004, dans le cadre de l'affaire Cofidis, il avoue s'être dopé, et est déchu du titre de champion du monde du contre-la-montre, obtenu l'année précédente, et suspendu. Après être revenu en compétition en 2006 dans l'équipe Saunier Duval-Prodir, il a été membre de l'équipe Garmin-Sharp de 2008 à 2014. Au cours de sa carrière, il a notamment remporté des étapes des trois grands tours. Il fait partie des 25 coureurs ayant porté les trois maillots de leader sur les grands tours.

## Biographie
David Millar commence sa carrière professionnelle en 1997 dans l'équipe française Cofidis. En 2000, il remporte le contre-la montre inaugural du Tour de France, au Futuroscope. 
En 2003, termine 3e du Critérium du Dauphiné libéré derrière l'Américain Lance Armstrong et l'Espagnol Iban Mayo après notamment avoir été second du prologue et du contre-la-montre.
David Millar est mis en examen dans le cadre de l'affaire Cofidis, en 2004, pour détention de produits dopants. Après ses aveux sur l'utilisation d'EPO, il est suspendu pour deux ans en août 2004. Il est aussi déclassé du championnat du monde du contre-la-montre qu'il avait remporté en octobre 2003. En janvier 2005, le Tribunal arbitral du sport décide de ramener au 24 juin 2004 le début de sa suspension.
La suspension s'étant achevée le 23 juin 2006, il peut être aligné par l'équipe Saunier Duval-Prodir au départ du Tour de France 2006. En 2007, il réalise un doublé aux championnats de Grande-Bretagne de cyclisme sur route en remportant la course en ligne et le contre-la-montre.
En 2008, il rejoint l'équipe américaine Slipstream-Chipotle qui deviendra par la suite Garmin-Chipotle. 
Peu avant le Tour de France 2009, lors d'un entretien au site 20 Minutes, il explique être un repenti et être rassuré que le monde du cyclisme soit enfin passé à la "culture de l'antidopage" et ait quitté "la culture du dopage". Millar estime que le cyclisme est sur la bonne voie "seulement depuis [2008]" (année dont l'édition du Tour de France a été marqué par les cas de Saunier-Duval ou encore Gerolsteiner), avec le passeport biologique et un changement de mentalité chez les managers mais également chez les jeunes coureurs qui contrairement à sa génération, "ne connaissent pas le dopage". Il tacle Bernhard Kohl, 3ème du précédent Tour de France et contrôlé positif à l'EPO qui avait évoqué lors d'un entretien à L'Équipe un cyclisme irrécupérable et entièrement gangréné par le dopage. Selon Millar, Kohl "représente une minorité de coureurs", "n'a pas la culture du vélo", "[crache] sur le tout monde" et veut se créer une image "pour vendre des livres". Le britannique ajoute que les équipes doivent analyser les résultats des passeports biologiques avant de signer des coureurs pour éviter des cas comme Kohl.
En 2011, afin de préparer le Tour de France et les championnats du monde de Copenhague, il décide de représenter Malte, son pays de naissance aux XIVe Jeux des Petits-États. Un évènement de dernière minute l'a cependant empêché de défendre le titre qu'il avait glané à Saint-Marin précédemment.
Une chute lors du Grand Prix E3 2012 lui entraîne une fracture de la clavicule gauche.
En mai 2012, le Tribunal arbitral du sport déboute le Comité olympique britannique en jugeant illégale sa volonté d'écarter des Jeux olympiques les athlètes suspendus plus de six mois pour dopage. David Millar, au même titre que l'athlète Dwain Chambers, est donc sélectionnable pour les Jeux de Londres,
En octobre 2012, après la décision de l'UCI de retirer ses sept succès au Tour de France à Lance Armstrong pour dopage, l'ancien président de l’UCI, Hein Verbruggen, ami personnel d’Armstrong, est mis en question, des coureurs comme David Millar, dopé repenti, réclamant sa démission de son poste actuel de président d’honneur de la Fédération internationale.
Initialement présélectionné pour la course en ligne des championnats du monde 2014, il est finalement retenu pour cette épreuve, la dernière course de sa carrière.
En 2015, il est consultant technique pour le film The Program, retraçant les faits de dopage commis par le coureur cycliste américain Lance Armstrong.
En septembre 2018, il se présente comme candidat à la présidence du CPA (Cyclistes professionnels associés), l'association internationale des cyclistes professionnels, mais est battu par l'Italien Gianni Bugno, président depuis 2010.
Il participe aussi à la série documentaire Tour de France : Au cœur du peloton diffusée sur Netflix.

## Palmarès, résultats et classements mondiaux

### Palmarès amateur
- 1994
  - 2e du Tour du Pays de Galles juniors
- 1995
  - 3e du Keizer der Juniores
- 1996
  - Tour de Corrèze :
    - Classement général
    - 1re et 3e (contre-la-montre) étapes

  - 2e de Paris-Évreux
  - 2e du Tour des Landes
  - 2e des Deux Jours cyclistes de Machecoul
  - 3e du Grand Prix de Nogent-sur-Oise

### Palmarès professionnel
- 1997
  - Prologue du Tour de l'Avenir
- 1998
  - 3eb étape des Trois Jours de La Panne (contre-la-montre)
  - Prologue et 6e (contre-la-montre) étape du Tour de l'Avenir
  - 2e du Tour du Poitou-Charentes
  - 2e du championnat de Grande-Bretagne du contre-la-montre
  - 3e du Duo normand (avec Francis Moreau)
- 1999
  - Manx Trophy
  - 2e du Critérium international
  - 2e du championnat de Grande-Bretagne du contre-la-montre
  - 3e du Grand Prix de Chiasso
  - 3e du Tour de Vendée
- 2000
  - 1reb étape de la Route du Sud (contre-la-montre)
  - 1re étape du Tour de France (contre-la-montre)
  - 3e du championnat de Grande-Bretagne sur route
- 2001
  - Circuit de la Sarthe :
    - Classement général
    - 3eb (contre-la-montre) et 4e étapes

  -  Médaillé d'or du contre-la-montre aux Jeux des Petits États d'Europe
  - 4eb étape de la Bicyclette basque (contre-la-montre)
  - Tour du Danemark :
    - Classement général
    - 5e étape (contre-la-montre)

  - 1re (contre-la-montre) et 6e étapes du Tour d'Espagne
  - 2e de Paris-Camembert
  -  Médaillé d'argent du championnat du monde du contre-la-montre
  - 3e du Tour de la Région wallonne
- 2002
  - 13e étape du Tour de France
  - 2e de la Clásica de Alcobendas
  - 6e du championnat du monde du contre-la-montre
- 2003
  -  Champion du monde du contre-la-montre
  - Prologue des Trois Jours de Flandre-Occidentale
  - Classement général du Tour de Picardie
  - 19e étape du Tour de France (contre-la-montre)
  - 4e étape du Tour de Burgos (contre-la-montre)
  - 17e étape du Tour d'Espagne
  - 3e de la Classique des Alpes
  - 3e du Critérium du Dauphiné libéré
- 2006
  -  Champion de Grande-Bretagne de poursuite
  - 14e étape du Tour d'Espagne (contre-la-montre)
- 2007
  -  Champion de Grande-Bretagne sur route
  -  Champion de Grande-Bretagne du contre-la-montre
  - Prologue de Paris-Nice
  - 2e de l'Eneco Tour
- 2008
  - 1re étape du Tour d'Italie (contre-la-montre par équipes)
  - 2e du Tour de Californie
  - 9e du championnat du monde de contre-la-montre
- 2009
  - 20e étape du Tour d'Espagne (contre-la-montre)
  - 9e du Critérium du Dauphiné libéré
- 2010
  - 3e étape du Critérium international (contre-la-montre)
  - Trois Jours de La Panne :
    - Classement général
    - 3ea étape (contre-la-montre)

  -  Médaillé d'or du contre-la-montre aux Jeux du Commonwealth
  - Chrono des Nations-Les Herbiers-Vendée
  -  Médaillé d'argent du championnat du monde du contre-la-montre
  -  Médaillé de bronze de la course en ligne aux Jeux du Commonwealth
- 2011
  - 21e étape du Tour d'Italie (contre-la-montre)
  - 2e étape du Tour de France (contre-la-montre par équipes)
  - 2e du Tour de Pékin
  - 3e du Circuit de la Sarthe
  - 3e de l'Eneco Tour
  - 7e du championnat du monde du contre-la-montre
  - 10e du Tour de Romandie
- 2012
  - 12e étape du Tour de France
- 2013
  - 3e du championnat de Grande-Bretagne sur route

### Résultats sur les grands tours

#### Tour de France
12 participations

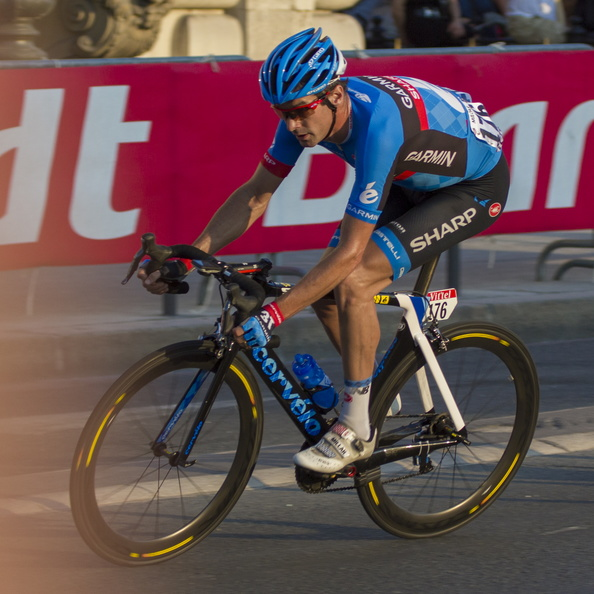
David Millar durant la 21e étape du Tour de France 2013

David Millar fait partie des coureurs ayant remporté au moins deux étapes du Tour de France sur plus de dix années.
- 2000 : 62e, vainqueur de la 1re étape (contre-la-montre),  maillot jaune pendant 3 jours
- 2001 : abandon (10e étape)
- 2002 : 68e, vainqueur de la 13e étape
- 2003 : 55e, vainqueur de la 19e étape (contre-la-montre)
- 2006 : 58e
- 2007 : 69e
- 2008 : 68e
- 2009 : 85e
- 2010 : 158e
- 2011 : 76e
- 2012 : 106e, vainqueur de la 12e étape
- 2013 : 113e

#### Tour d'Italie
5 participations
- 2008 : 94e, vainqueur de la 1re étape (contre-la-montre par équipes)
- 2009 : abandon (15e étape)
- 2010 : abandon (13e étape)
- 2011 : 100e, vainqueur de la 21e étape (contre-la-montre),  maillot rose pendant 2 jours
- 2013 : abandon (14e étape)

#### Tour d'Espagne
7 participations
- 2001 : 64e, vainqueur des 1re (contre-la-montre) et 6e étapes,  maillot or pendant 3 jours
- 2002 : abandon
- 2003 : 102e, vainqueur de la 17e étape
- 2006 : 64e, vainqueur de la 14e étape (contre-la-montre)
- 2009 : 80e, vainqueur de la 20e étape (contre-la-montre)
- 2010 : 109e
- 2014 : 144e

### Classements mondiaux
Jusqu'en 2004, le classement UCI concerne tous les coureurs ayant obtenu des points lors de courses du calendrier international de l'Union cycliste internationale (324 courses en 2004). En 2005, l'UCI ProTour et les circuits continentaux sont créés, ayant chacun leur classement. De 2005 à 2008, le classement de l'UCI ProTour classe les coureurs membres d'équipes ProTour en fonction des points qu'ils ont obtenus lors des courses du calendrier UCI ProTour, soit 28 courses en 2005, 27 en 2006, 26 en 2007. En 2008, le calendrier du ProTour est réduit à 15 courses en raison du conflit entre l'UCI et les organisateurs de plusieurs courses majeures. Les trois grands tours, Paris-Roubaix, la Flèche wallonne, Liège-Bastogne-Liège, le Tour de Lombardie, Tirreno-Adriatico et Paris-Nice ne sont donc pas pris en compte dans le classement ProTour 2008. En 2009 et 2010, un « classement mondial UCI » remplace le classement ProTour. Il prend en compte les points inscrits lors des courses ProTour et des courses qui n'en font plus partie, regroupées dans un « calendrier historique », soit au total 24 courses en 2009 et 26 en 2010. Ce nouveau classement prend en compte les coureurs des équipes continentales professionnelles. En 2011, l'UCI ProTour devient l'UCI World Tour et reprend dans son calendrier les courses qui l'avaient quitté en 2008. Il comprend 27 courses en 2011 et son classement ne concerne plus que les coureurs membres des 18 équipes ProTeam.
David Millar apparaît pour la première fois au classement UCI en 1997. Il obtient son meilleur classement en 2001 : 16e.
| Année                  | 1997 | 1998 | 1999 | 2000 | 2001 | 2002 | 2003 | 2004 | 2005 | 2006 | 2007 | 2008 | 2009 | 2010 | 2011 | 2012 | 2013 | 2014 |
| ---------------------- | ---- | ---- | ---- | ---- | ---- | ---- | ---- | ---- | ---- | ---- | ---- | ---- | ---- | ---- | ---- | ---- | ---- | ---- |
| Classement UCI         | 634e | 297e | 161e | 120e | 16e  | 115e | 20e  | 945e |      |      |      |      |      |      |      |      |      |      |
| Classement ProTour     |      |      |      |      |      |      |      |      | nc   | 134e | 50e  | nc   |      |      |      |      |      |      |
| Calendrier mondial UCI |      |      |      |      |      |      |      |      |      |      |      |      | 100e | 62e  |      |      |      |      |
| UCI World Tour         |      |      |      |      |      |      |      |      |      |      |      |      |      |      | 23e  | 131e | 180e | nc   |
| UCI Asia Tour          |      |      |      |      |      |      |      |      |      |      |      | 312e |      |      |      |      |      |      |